# فيك إلفورد
فيك إلفورد (بالإنجليزية: Vic Elford)‏ مواليد 10 يونيو 1935، هو سائق فورملا 1 بريطاني سابق بدأ مسيرته الاحترافية سنة 1968. كان أول سباق له هو جائزة فرنسا الكبرى 1968. خاض خلال مسيرته 13 سباقاً.

## سباقات شارك فيها
- لو مان 24 ساعة
- بطولة العالم للسيارات الرياضية